# Georg Weber (Politiker, 1892)

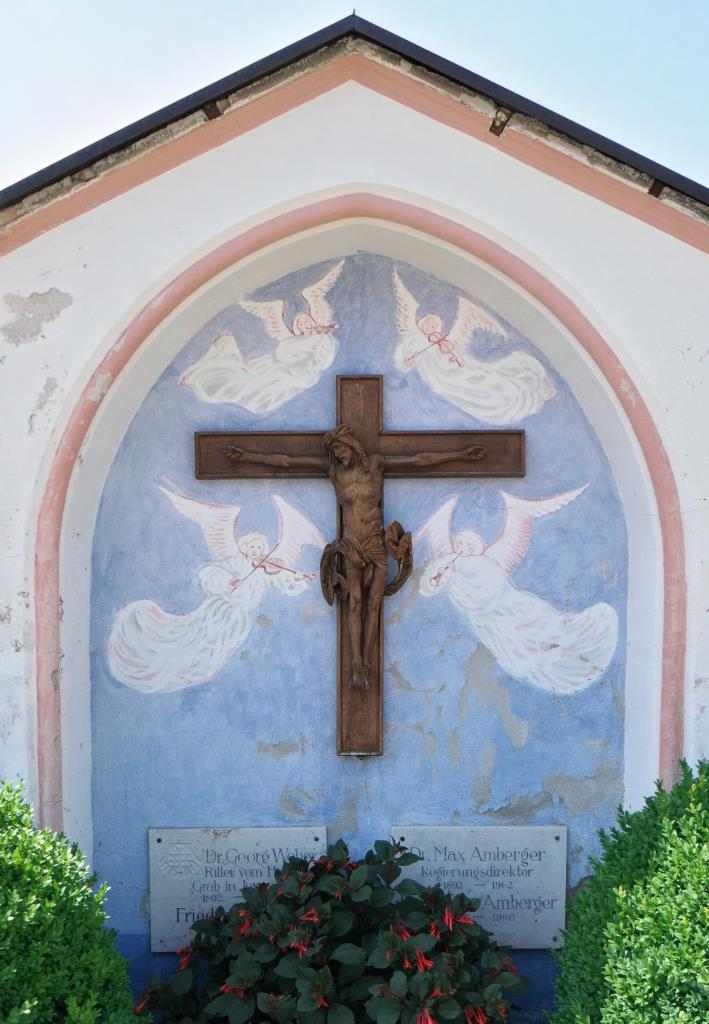
Grab des Politikers Georg Weber (1892–1964) auf dem Friedhof in Wolfratshausen, Bayern.

Georg Weber (* 23. Dezember 1892 in Schwabmünchen; † 28. Oktober 1964 im Landkreis Bad Tölz-Wolfratshausen) war ein deutscher Politiker.

## Leben
Weber besuchte die katholische Volksschule in Schwabmünchen und das humanistische Gymnasium St. Stephan in Augsburg, wo er 1913 das Abitur ablegte. Mit einer Unterbrechung während des Ersten Weltkriegs studierte er Neue Sprachen an der Universität München und legte die Lehramtsprüfung ab. Daraufhin war er als Lehrer und Präfekt für Neuere Sprachen in Rosenheim, Lettland, Brasilien, Süddeutschland, am Landerziehungsheim Schondorf am Ammersee und an der Oberrealschule Ingolstadt tätig. 1946 wurde er zum Oberbürgermeister von Ingolstadt gewählt, er führte dieses Amt bis 1952 aus. Von 1952 bis 1957 gehörte er dem Bayerischen Senat an.
Weber war seit 1914 Mitglied der katholischen Studentenverbindung KDStV Aenania München, später wurde er noch Mitglied der KDStV Trifels München.